# 莫瑟卡爾峰

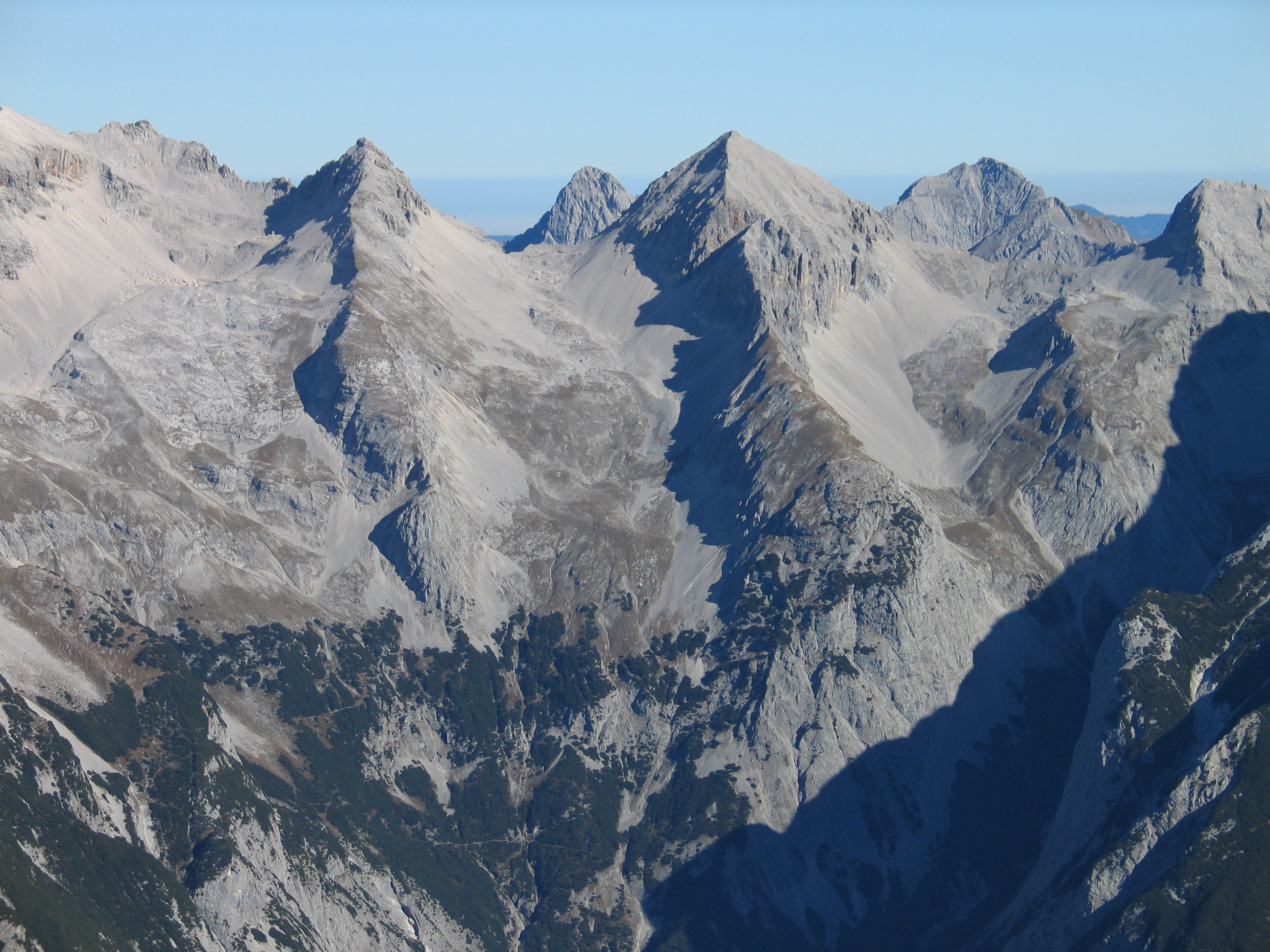

47°23′50″N 11°28′11″E / 47.39722°N 11.46972°E
莫瑟卡爾峰（德語：Moserkarspitze），是奧地利的山峰，位於該國西部，由蒂羅爾州負責管轄，屬於卡爾文德爾山脈的一部分，距離卡爾特瓦瑟卡爾峰0.8公里，海拔高度2,533米，人類在1870年8月16日首次登頂。